# Cryptosclerocheilus baffinensis
Cryptosclerocheilus baffinensis är en ringmaskart som beskrevs av Blake 1972. Cryptosclerocheilus baffinensis ingår i släktet Cryptosclerocheilus och familjen Scalibregmatidae. Inga underarter finns listade i Catalogue of Life.